# Світове споживання енергії

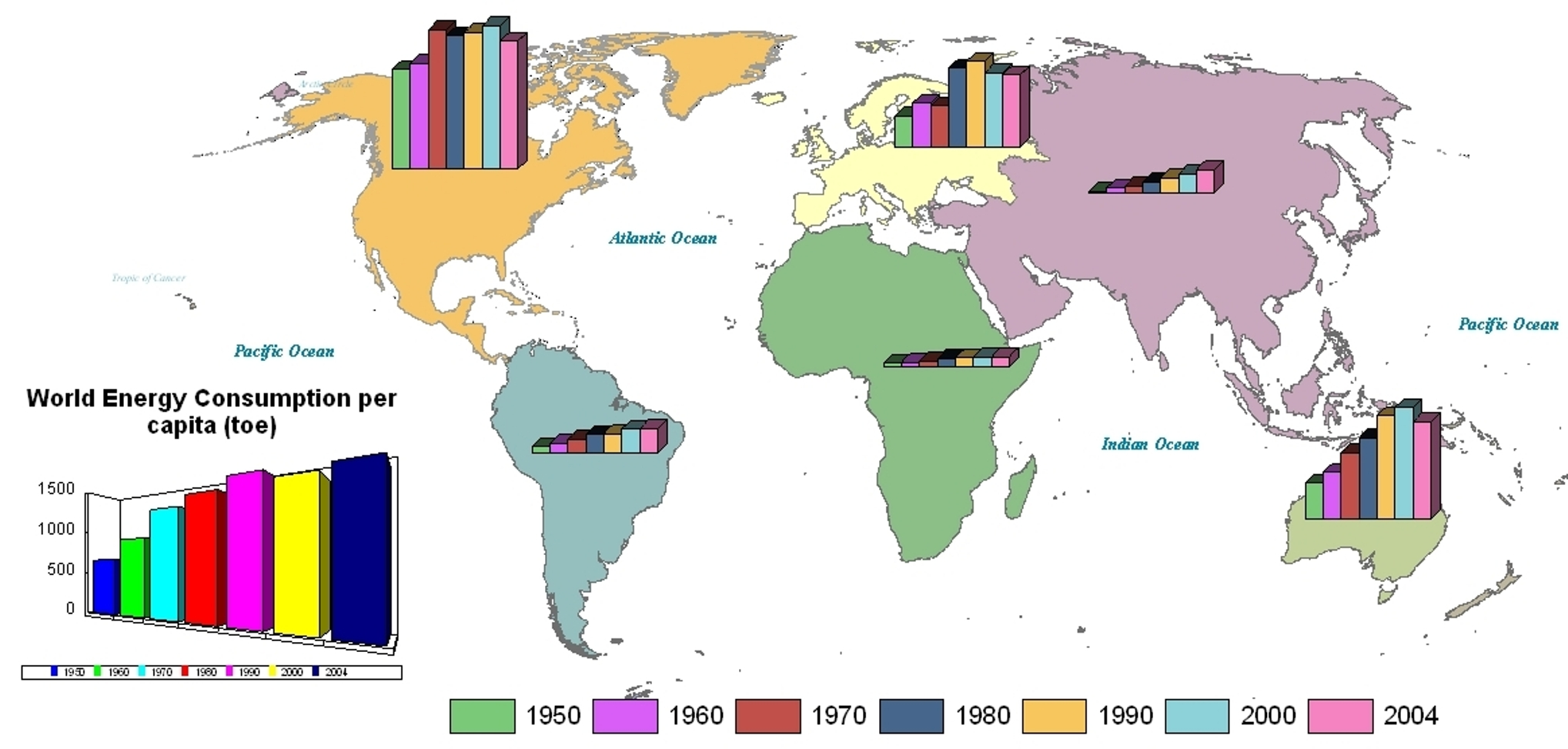
Світове споживання енергії на душу населення, 1950-2004

Світове споживання енергії — це загальна енергія, яка використовується всією людською цивілізацією.
Здебільшого, вимірювана на рік, вона вміщує всю енергію, що споживається від будь-якого джерела енергії, котре застосовується людством у кожній промисловій та технологічній галузях усіма країнами. Вона не враховує енергію витрачену на приготування їжі, й обсяг від прямого спалювання біомаси, оскільки це важко визначити. Світове споживання енергії, що є джерелом існування цивілізації, глибоко впливає на соціально-економічну та політичну царини людства.
Установи, як от Міжнародне енергетичне агентство (MEA, англ. ІЕА), Адміністрація енергетичної інформації США (EIA) і Європейське агентство з охорони довкілля (EEA), час від часу визначають та оприлюднюють енергетичні дані. Досконалі відомості про рівень споживання енергії у світі та розуміння цього, можуть виявити узагальнені напрямки і закономірності, які здатні допомогти вирішити поточні енергетичні питання та пришвидшити рух людства до загальнокорисних рішень.
Кероване використання енергоресурсів має важливе значення, тож «…задоволення потреб сьогодення, без шкоди здатності майбутніх поколінь забезпечувати власні запити, має стати основоположним принципом діяльності […] підприємств» (Організація Об’єднаних Націй, 1987).

## Загальне

Вугілля, нафта та природний газ залишаються основними джерелами енергії у світі, попри те, що поновлювана енергетика почала швидко зростати.

Тісно пов'язаною зі споживанням енергії, є загальна первинна енергія (TPES), яка на всеосяжному рівні, означає повне виробництво енергії за вирахуванням змін у сховищах. Оскільки зміни щодо зберігання енергії протягом року незначні, значення TPES можуть використовуватися як оцінка споживання енергії. Проте, TPES не враховує ефективність перетворення, завищує види енергії з низькою продуктивністю перетворення (наприклад, вугільної, газової та ядерної) і занижує види енергії, вже враховані у перетворених формах (наприклад, фотоелектричні або гідроелектричні). За оцінками МЕА, 2013 року загальний обсяг первинної енергії (TPES) склав 1,575 × 1017 Вт·год (= 157,5 ПВт·год, 157,500 ТВт·год, 5,67 × 1020 джоулів або 13,541 × 106 тне). З 2000 по 2012 рік, вугілля стало джерелом енергії з найбільшим показником зростання. Використання нафти і природного газу також, супроводжувалося значним збільшенням, за яким іде гідроенергетика та поновлювані джерела енергії. Відновлювана енергетика, за цей час зростала швидше, ніж будь-коли в історії. Попит на ядерну енергію зменшився, частково через ядерні катастрофи (наприклад, у США Трі-Майл-Айленд—1979 року, в Україні Чорнобиль—1986 року і Японії Фукусіма—2011 року).
2011 року, витрати людства на енергію, склали понад 6 трильйонів доларів США, або близько 10 % світового валового внутрішнього продукту (ВВП). Європа споживала близько чверті світових енергетичних видатків, Північна Америка — близько 20 %, а Японія — 6 %.
Спільне світове споживання первинної енергії розподілене за видами палива, 2019 року
- Вугілля (27 %)
- Природний газ (24,2 %)
- Гідро (поновлювані джерела енергії) (6,4 %)
- Ядерна (4,3 %)
- Нафта (33,1 %)
- Інші (поновлювані джерела енергії) (5 %)

## Огляд

### Енергопостачання та споживання
Світовий загальний обсяг первинної енергії (TPES) або «первинна енергія» відрізняється від світового кінцевого енергоспоживання, через те, що велика 

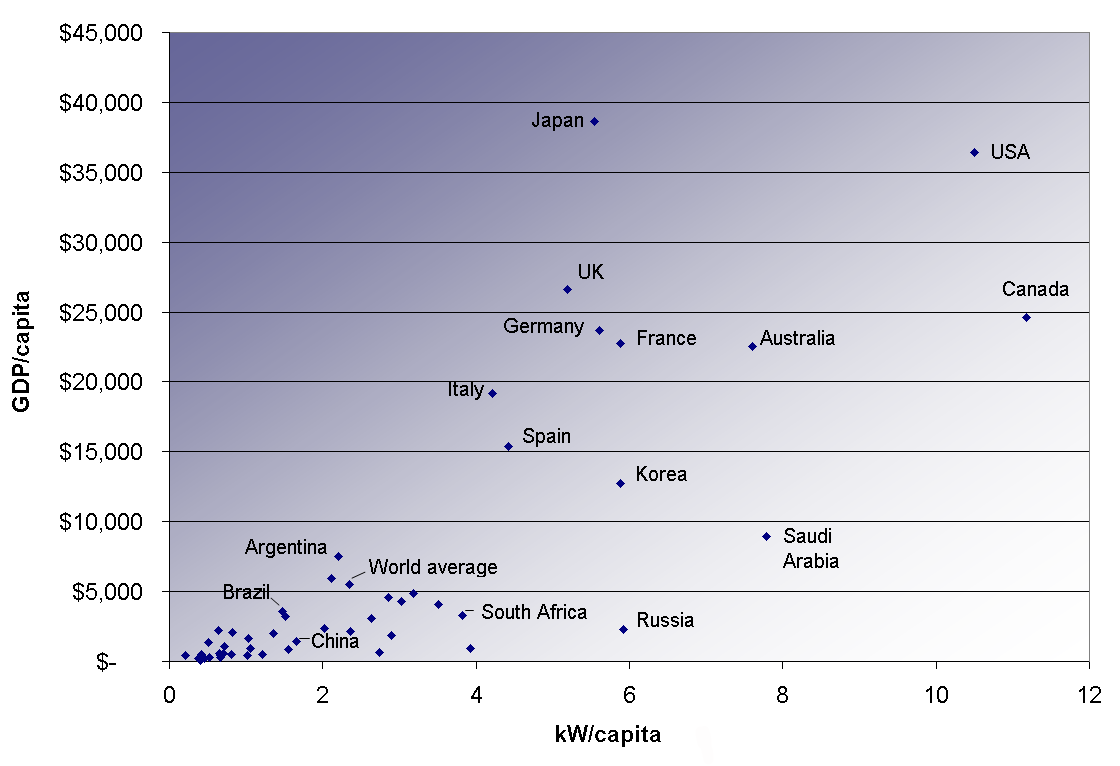
Споживання енергії на душу населення порівняно з ВНП на одну особу, в усіх країнах з населенням більше 20 мільйонів, що складає понад 90 % людства. Зображення показує тісний зв'язок між багатством і споживанням енергії, 2004.

частина енергії, яку набуває людина, втрачається як інші форми енергії під час перетворення на її корисні види, та постачання з початкового місця отримання, споживачам. Наприклад, коли нафта добувається з землі, вона повинна бути перероблена на бензин або дизельне пальне, щоб його можна було використовувати в автомобілях та доправляти на великі відстані до заправних станцій, де ним можуть користуватись споживачі. Всесвітнє кінцеве енергоспоживання, стосується частки первинної енергії у світі, яка зрештою, застосовується людьми.
2014 року, світове первинне енергопостачання склало 155,481 ТВт·год або 13,541 тне, водночас світове кінцеве споживання енергії становило 109,613 ТВт·год або на 29,5 % менше загальної пропозиції. Світове кінцеве споживання енергії, вміщує також продукти: мастильні матеріали, асфальт та нафтопродукти, котрі мають вміст хімічної енергії, але не використовуються як паливо. Це, не енергетичне споживання, 2012 року становило 9,404 ТВт·год.
Загальне постачання первинної енергії 13,972 тне 2017 року, за джерелами (МЕА, 2019)
- Нафта (32,0 %)
- Вугілля / торф / сланці (27,1 %)
- Природний газ (22,2 %)
- Біопаливо та відходи (9,5 %)
- Гідроенергія (2,5 %)
- Інші (поновлювані джерела енергії) (1,8 %)
- Ядерна (4,9 %)

Адміністрація енергетичної інформації Сполучених Штатів (EIA), час від часу поширює звіти про світові витрати для більшості видів первинних енергоресурсів. 2013 року, очікуване споживання енергії у світі, повинно було скласти 5,67 × 1020 джоулів або 157,481 ТВт·год. За даними EIA, загальне світове споживання енергії за минулі роки, становило 143,851 ТВт·год 2008 року, 133,602 ТВт·год 2005 року, 117,687 ТВт·год 2000 року та 102,569 ТВт·год 1990 року. 2012 року, приблизно 22 % світової енергії, споживалося Північною Америкою, 5 % — Південною та Центральною Америками, 23 % — Європою та Євразією, 3 % — Африкою, а 40 % — в Азійсько-Тихоокеанському регіоні.

### Від первинної до кінцевої енергії
Енергетичні потоки від видобутку та спалювання викопного палива або виробництва ядерної чи відновлюваної енергії (первинна енергія), до споживання кінцевим споживачем (підсумкова енергія), відстежуються енергетичними балансами. Оскільки процеси перетворення та доправлення енергії завжди призводять до різних втрат, остаточна енергія завжди нижча, ніж первинна.
Різниця може бути невеликою, наприклад, для нафтової промисловості, продуктивність якої в деяких випадках є близькою до 1 (наприклад, на одну тонну пального, спаленого в двигуні внутрішнього згоряння, припадає лише трохи більше ніж одна тонна нафти з саудівської нафтової свердловини; однак це не стосується глибоководних морських родовищ, важкої нафти, сланцевого газу чи навіть канадійських бітумів, виробнича дохідність яких може бути чинником, що обмежує їхнє використання, незалежно від ціни).
З іншого боку, різниця дуже значна, якщо це паливо перетворюється на механічну енергію (тоді, можливо, й на електричну), оскільки коефіцієнт корисної дії цього процесу, становить щонайбільше близько 40% (наприклад: для 1 тне у вигляді електроенергії, спожитої вдома, виробник спалив 2,5 тне на своїй вугільній електростанції, яка наразі є найпоширенішим видом електростанцій у світі). У разі безпосереднього  виробництва електроенергії (гідроелектроенергії, фотоелектричної, геотермальної тощо), перетворення на відповідну первинну енергію залежить від обставин, а використовуваний коефіцієнт перетворення має бути вказано (див. нижче): для обліку виробництва гідроелектростанції, кіловат-години можуть бути безпосередньо перетворені на тне, відповідно до фізичного еквівалента енергії 11,630 кВт·год = 1 тне; але якщо ми поставимо собі питання «скільки вугільних електростанцій може замінити ця гідроелектростанція?», потім помножте це на 2,5.

#### Перетворення для електротехнічного виробництва
Коли справа доходить до перетворення електричної енергії, вираженої в кіловат-годинах (або кратних їй) на первинну енергію, виражену в тне, зазвичай зустрічаються два методи:
- теоретичний або метод «кінцевої енергії»: кількість тне, просто обчислюється відповідно до фізичної еквівалентності енергії, наведеної вище;

- «еквівалент виробництва» або «метод заміщення», який вказує на кількість тне, необхідну для виробництва цих кіловат-годин. Для цього ми вводимо коефіцієнт корисної дії (ККД), на який ми повинні помножити кількість тне, щоб отримати значення в кіловат-годинах. Наприклад, враховуючи ефективність 38%, ми маємо 1 ТВт·год = 106 МВт·год = 0,086 (1 ТВт·год = 0.086 Mтне) / 0,38 × 106 тне = 0,226 Мтне. Отже, прийнято, що 1 ТВт·год еквівалентна 0,226 Мтне (а не 0,086 Мтне), оскільки ми вважаємо, що для отримання 1 ТВт·год треба виробити або необхідно було виробити 0,226 Мтне.

Метод, прийнятий міжнародними установами (Міжнародне енергетичне агентство, Євростат тощо), є досить складним, оскільки в ньому застосовуються два різні методи та два відмінні коефіцієнти залежно від типу первинної енергії, з якої виробляють електроенергію:
- електроенергія, вироблена атомною електростанцією: коефіцієнт 33%;

- електроенергія, вироблена геотермальною електростанцією: коефіцієнт 10%;

- усі інші форми електроенергії: теоретичний метод або метод енергетичного вмісту, який передбачає використання коефіцієнта перетворення 100%.

На відміну від цього, Управління енергетичної інформації США та статистика BP, використовують проксі-метод.
У цій статті також використовується цей метод заміщення або еквівалентний метод виробництва з продуктивністю перетворення 38%, для всіх джерел електричної енергії. Дійсно, ми розглядаємо енергію, яку довелося б витратити на тепловій електростанції з ККД 38% для виробництва цієї електричної енергії. Це найкращий спосіб порівняти різні енергії між собою.

### Виробництво електроенергії
Загальний обсяг споживаної електроенергії в усьому світі 2013 року, склав 19,504 ТВт·год, 2008 року — 16,503 ТВт·год, 2005 року — 15,105 ТВт·год, а 2000 року — 12,116 ТВт·год. Наприкінці 2014 року, загальна встановлена потужність електрогенерації у світі, сягала майже 6,142 ТВт (мільйонів МВт) яка враховує лише установки з виробництва енергії, з'єднані з місцевими електричними мережами. Водночас, невідома кількість тепла та електроенергії споживаної поза мережею, використовується окремими селами та галузями. 2014 року, частка світового споживання енергії на виробництво електроенергії за джерелами, складала:  вугілля — 40,8 %, природного газу — 21,6 %, атомної — 10,6 %, гідроенергетики — 16,4 %, інших джерел — сонячного, вітрового, геотермального, біомаси та інше — 6,3 %, а нафта — 4,3 %. Вугілля та природний газ, були найпоширенішим енергетичним паливом для виробництва електроенергії. Світове споживання електроенергії 2012 року, становило 18,608 ТВт·год. Ця цифра приблизно на 18 % менше за усю вироблену електроенергію, через втрати: в енергосистемі, під час зберігання, перетворення та власне споживання електростанціями (валове виробництво). Теплоелектростанції (ТЕЦ), використовують частину тепла, яка інакше могла-б витрачатися на будівництво або промислові потреби.
Світове виробництво електроенергії 2018 року (26,700 ТВт·год), за джерелами (IEA, 2019)
- Вугілля / торф (38 %)
- Природний газ (23 %)
- Гідроенергетика (19 %)
- Ядерна енергетика (10 %)
- Нафта (3 %)
- Інші (поновлювані джерела енергії) (7 %)

#### Україна, виробництво електроенергії за типом електростанцій, 2019[5]
- АЕС (ядерна енергетика) — 51,2 %
- ТЕЦ/ТЕС (вугілля, природний газ, торф) — 35,2 %
- ГЕС/ГАЕС (гідроенергетика) — 5,1 %
- СЕС/ВЕС/Біомаса (відновлювана енергетика) — 7,3 %
- Блок-станції (електростанції, які належать споживачеві, працюють в енергетичній системі України і підпорядковуються її диспетчерському керуванню) — 1,2 %

Енергоємність різних економік: Графік показує співвідношення між використанням енергії та ВВП для окремих країн. (2004)

2016 року, коли загальна світова енергія складалася з: 80 % викопного палива, 10 % біопалива, 5 % ядерного палива та 5 % відновлювальних джерел (гідроенергія, вітер, сонячна енергія, геотермальна енергія), лише 18 % загальної світової енергії, було у вигляді електроенергії. Більша частина інших 82 %, використовувалася для опалення та транспортування.
Останнім часом, відбулося значне збільшення кількості міжнародних угод та національних планів дій, щодо енергетики, як от Директива ЄС про відновлювану енергетику 2009 року, задля збільшення використання поновлюваних джерел енергії, внаслідок зростання стурбованості щодо забруднення джерелами енергії, котрі надходять від викопних видів палива: нафти, вугілля та природного газу. Одним із таких починань, була «Всесвітня оцінка енергетики у межах Програми розвитку ООН 2000 року», яка висвітлювала багато перешкод, котрі доведеться подолати людству, щоби перейти від викопного палива до поновлюваних джерел енергії. У 2000 — 2012 роки, відновлювана енергетика зростала набагато швидше, за будь-який інший проміжок в історії, зі збільшенням на 176,5 мільйонів тонн нафти (в еквіваленті). Протягом цього часу, споживання нафти, вугілля та природного газу, продовжували зростати та мали збільшення, що було значно вище, за зростання відновлюваної енергії. Наявні цифри Статистичного огляду світової енергетики, показують збільшення споживання викопного палива, як от: нафта, вугілля та природний газ, а також поновлюваних джерел енергії за цей проміжок часу.

### Напрямки
Зріст споживання енергії в G20, 2011 року уповільнився до 2 %, після суттєвого підвищення 2010-го. Економічна криза значною мірою відповідальна за це повільне збільшення. Протягом декількох років, світовий попит на енергоносії, визначався зростанням китайського та індійського ринків, тоді як розвинені країни боролися із застійними економіками, високими цінами на нафту, котрі призводили до усталення або зменшення споживання енергії.
Згідно з даними IEA, з 1990 по 2008 рік, середнє споживання енергії на людину зросло на 10 %, натомість, населення світу збільшилося на 27 %. Регіональне споживання енергії також, підвищилося з 1990 по 2008 рік: Близький Схід збільшив споживання на 170 %, Китай на 146 %, Індія на 91 %, Африка на 70 %, Латинська Америка на 66 %, США на 20 %, ЄС-27 на 7 %, а в світі загалом, споживання виросло на 39 %.
2008 року, загальне споживання первинної енергії у світі, становило 132,000 терават-годин (ТВт·год) або 474 екзаджоулі (ЕДж). 2012 року, попит на первинну енергію збільшився до 158,000 ТВт·год (567 ЕДж).
Споживання енергії в G20, 2010 року, зросло більш ніж на 5 % після невеликого зниження у 2009 році. 2009 року, світове споживання енергії знизилося вперше за 30 років на 1,1 %, або приблизно на 130 мільйонів тонн нафтового еквівалента (Мтне), як підсумок фінансово-економічної кризи, яка призвела до зниження світового ВВП на 0,6 % у 2009 році.
Ця еволюція, є наслідком двох протилежних тенденцій: зростання споживання енергії залишалося чинним в декількох країнах що розвиваються, зокрема в Азії (+ 4 %). І навпаки, в ОЕСР, споживання 2009 року, різко скоротилося на 4,7 %, отже, знизилося майже до рівня 2000 року. У Північній Америці, Європі та СНД, споживання скоротилося на 4,5 %, 5 % і 8,5 % відповідно, через уповільнення економічної активності. Китай став найбільшим у світі споживачем енергії (18 % від загального обсягу), оскільки його споживання  2009 року, зросло на 8 % (порівняно з 4 % збільшення 2008 року). Нафта залишалася найбільшим джерелом енергії (33 %), попри те, що її частка з часом, знижувалася. Вугілля відігравало все важливішу роль у світовому споживанні енергії: 2009 року, його частка становила 27 % від загального обсягу.
Більша частина енергії використовується в країні походження, оскільки транспортувати кінцеву продукцію дешевше, ніж сировину. 2008 року, частка експорту в загальному обсязі виробництва енергії стосовно видів палива, складала: нафта 50 % (1,952/3,941 млн тонн), газ 25 % (800/3,149 млрд м³) і кам'яне вугілля 14 % (793/5,845 млн тонн).
Велика частина світових енергетичних ресурсів, пов'язана з перетворенням сонячних променів на інші енергетичні форми, після того, як вони потрапляли на планету. Деяка частина цієї енергії, була збережена як викопна енергія, а інша прямо або побічно — наприклад, за допомогою сонячної фотоелектричної / теплової, вітрової, гідро- або хвильової потужностей. Загальне сонячне випромінення отримане супутником Сонця, Землею, становить приблизно 1 361 Вт на квадратний метр (див. Сонячна стала), хоча протягом року воно коливається приблизно на 6,9% через зміну відстані від Сонця (Земля обертається по еліпсу). Це значення, після множення на площу поперечного перерізу перехоплення сонячних променів Землею, являє собою загальний рівень сонячної енергії, одержуваної планетою;  
близько половини, 89 000 ТВт, досягає поверхні Землі. 

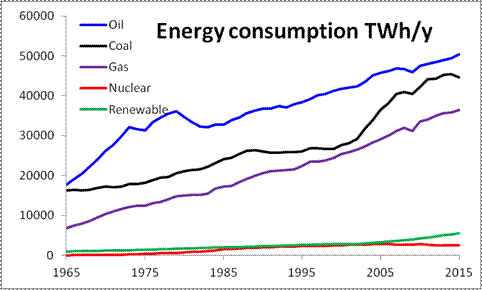
Споживання енергії в усьому світі (дані 2015 року)

Оцінки невідновлюваних світових енергетичних ресурсів, які залишилися, змінюються, водночас викопні види палива становлять загалом 0,4 йота-джоуля (YJ) або 4 × 1023 джоулів, а запаси доступного ядерного палива, такого як уран, перевищують 2,5 YJ. Викопне паливо складає від 0,6 до 3 YJ, якщо оцінки запасів клатратів метану точні і є технічно видобувними. Загальний потік енергії від Сонця, що перетинає Землю, становить 5,5 ГДж на рік, хоча далеко не все це доступно для споживання людиною. За оцінками МЕА, для задоволення світового попиту на енергію протягом двох десятиліть, з 2015 по 2035 рік, будуть потрібні інвестиції в розмірі 48 трильйонів доларів і «надійне політичне становище».
Згідно МЕА (2012), мета обмеження потепління до 2 °C, стає все важчою і дорожчою з кожним роком. Викопне паливо залишається переважним у світовому енергетичному балансі; за підтримки субсидіями у розмірі 523 мільярдів доларів 2011 року, що більше майже на 30 % від зростання 2010 року, це в шість разів перевершило субсидії на поновлювані джерела енергії.

## Класифікація первинних енергій
За рівнем виробництва та споживання, різні форми первинної енергії можна класифікувати в такий спосіб:

### Горючі корисні копалини
- Нафта
- Природний газ
- Вугілля

### Ядерна енергетика
- Уран

### Відновлювана енергетика
Поновлювані джерела енергії, котрі називають джерела з високою ентальпією (високий енергетичний потенціал)
- Гідроенергетика
- Вітроенергетика
- Фотовольтаїка

        Теплові відновлювані джерела енергії
- Біомаса
- Дрова, деревина та залишки врожаю
- Біогаз
- Біопаливо
- Відходи (можуть містити біомасу)
- Геотермальна енергетика
- Геліотермальна енергетика
- Теплова енергія, що відбирається з повітря, води, ґрунту тощо, тепловим насосом

## Стосовно джерел
У двадцятому столітті спостерігалося швидке — в 20 разів, збільшення  використання викопного палива. Між 1980 і 2006 роками, річна стрімкість цього зростання у світі, становила 2 %.

### Кам'яне вугілля
2000 року, на Китай припадало 28 % світового споживання вугілля, інші країни Азії споживали 19 %, Північна Америка 25 % і ЄС 14 %. Найбільшою країною-споживачем вугілля, є Китай. Його частка у світовому видобутку вугілля 2000 року, склала 28% і зросла до 48 % 2009 року. На відміну від збільшення обсягів споживання вугілля в Китаї на ~ 70%, світове використання вугілля з 2000 по 2009 рік, підвищилося на 48 %. В дійсності, більшість з цього зростання відбулося в Китаї, а решта в іншій Азії. Споживання енергоресурсів Китаєм насамперед, обумовлене промисловим сектором, основна частка якого покладається на споживання вугілля.
2011 року порівняно з 2005 роком, світовий щорічний видобуток вугілля збільшився на 1.905 млн. т або на 32 % за 6 років, з яких понад 70 % відбулося в Китаї і 8 % припадало на Індію. Видобуток вугілля 2011 року склав 7,783 млн. т, натомість 2009 року — 6,903 млн. т, що дорівнює 12,7 % приросту виробництва за два роки.
Якщо видобуток та споживання вугілля продовжуватиметься зі швидкістю, як 2008 року, доведено, що економічно виправданих світових запасів вугілля, вистачить приблизно на 150 років. Це набагато більше, ніж треба для отримання незворотної кліматичної катастрофи. Вугілля є найбільшим  у світі джерелом викидів діоксиду вуглецю. За словами Джеймса Гансена, найважливішою діяльністю, потрібною для подолання кліматичної кризи, є скорочення викидів CO2 від вугілля. Частка Індонезії та Австралії, разом склала 57,1 % світового експорту вугілля 2011 року. На Китай, Японію, Південну Корею, Індію і Тайвань припадало 65 % обсягу всього світового імпорту вугілля 2011 року.

### Природний газ

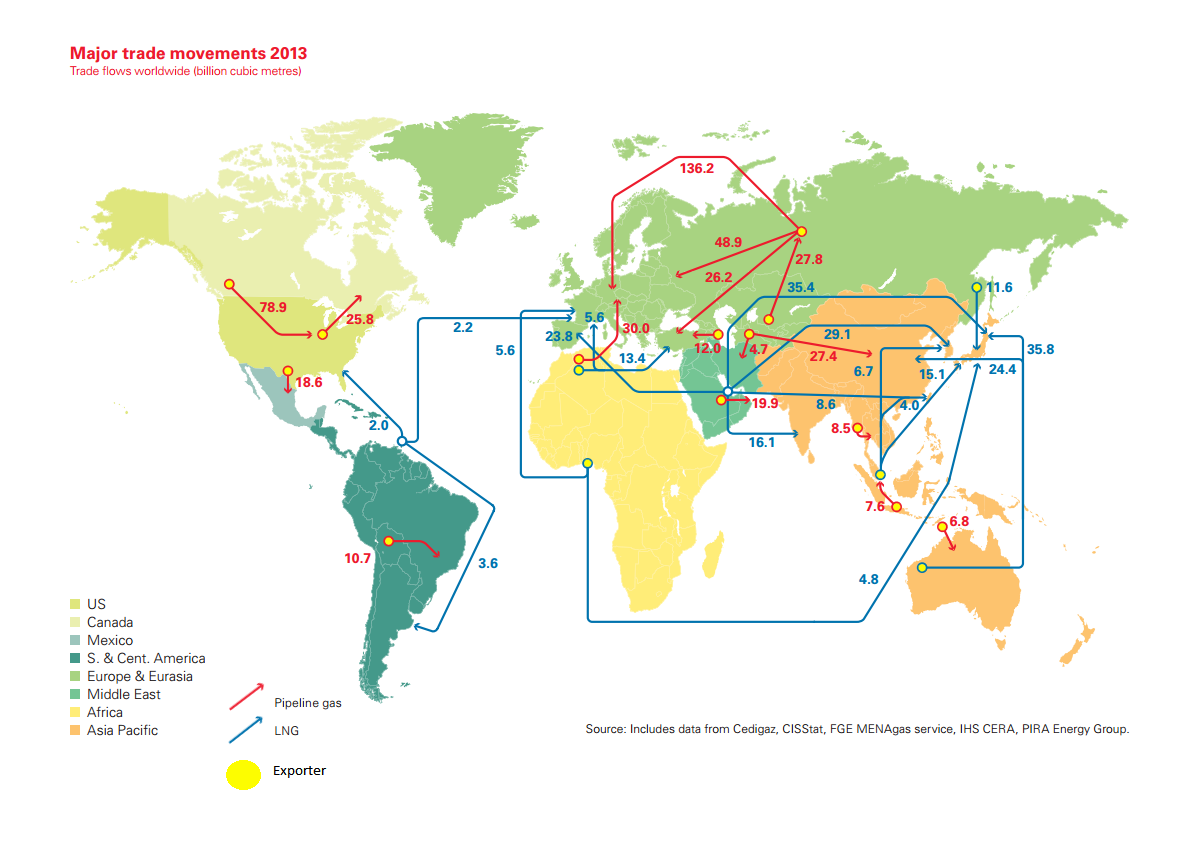
Світова торгівля природним газом. Цифри в мільярдах кубометрів на рік, 2014 рік. Червоне — природний газ по газопроводу, блакитне — зріджений газ.

Природний газ, це невідновлюваний вуглеводень, який використовується як джерело енергії для опалення, приготування їжі та виробництва електроенергії. Він також застосовується як пальне для транспортних засобів та як хімічна сировина у виробництві пластмас та інших комерційно важливих органічних хімікатів, наприклад добрив.
Видобуток та споживання природного газу є основним, і збільшуваним чинником зміни клімату. Власне він сам є потужним парниковим газом, коли викидається в атмосферу, і під час спалювання, створює вуглекислий газ. Природний газ можна ефективно спалювати, щоби виробляти тепло та електроенергію, виділяючи менше відходів та токсинів на місці використання, порівняно з іншими видами викопного палива та біомаси. Під час видобутку нафти, побічний газ інколи спалюють у вигляді смолоскипу. Отже, скидання та спалювання газу, а також ненавмисні викиди у всьому світі, усім ланцюжком постачання, можуть призводити до подібного загального вуглецевого сліду.
Перш ніж природний газ можна буде застосовувати як паливо, більшу частину, але не все, треба переробити для видалення домішок, зокрема води, щоби досягнути відповідності показникам товарного природного газу. До побічних продуктів цієї обробки належать етан, пропан, бутани, пентани та вуглеводні з більш високою молекулярною масою, сірководень (який може бути перетворений на чисту сірку), вуглекислий газ, водяна пара, а інколи гелій та азот.
Природний газ, видобутий із нафтових свердловин, називається обсадним газом (незалежно від того, чи видобувається він в затрубному просторі чи крізь вихідний отвір обсадної колони), або попутним газом. Галузь природного газу видобуває дедалі більшу кількість газу зі складних видів покладів: кислий газ, вуглеводневий газ, сланцевий газ та вугільний метан.
Існують певні розбіжності щодо того, яка країна має найбільші розвідані запаси газу. Джерелами, котрі вважають, що Російська Федерація мала на 2020-й рік найбільші розвідані запаси, є ЦРУ США (47 600 км3), Адміністрація енергетичної інформації США (47 800 км3), та ОПЕК (48 700 км3). Однак ВР зараховує РФ лише 32 900 км3 , що ставить її на друге місце, з невеликим відставанням від Ірану (33 100 до 33 800 км3, залежно від джерела). Разом з  «Газпромом», РФ часто вважається найбільшим у світі видобувачем природного газу. Найбільші перевірені запаси газу (у кубічних кілометрах) — це 183 300 (2013) у всьому світі: Іран 33 600 (2013), Російська Федерація 32 900 (2013), Катар 25 100 (2013), Туркменістан 17 500 (2013) та США 8 500 (2013). Станом на 2014-й, в Україні було підтверджено 1 136 кубічних кілометрів природного газу.
За оцінками, існує близько 900 000 км3 «нетрадиційного» газу, як от сланцевий газ, з котрих 180 000 км3 можна вилучити. Водночас, багато досліджень MIT, Black & Veatch та DOE передбачають, що на природний газ у майбутньому буде припадати більша частина виробництва електроенергії та тепла.
Найбільшим у світі родовищем газу, є шельфове газоконденсатне — Південний Парс / Норт-Доум газове родовище, яке поділяється між Іраном та Катаром. За оцінками, воно містить 51 000 кубічних кілометрів природного газу та 50 мільярдів барелів (7,9 мільярда кубічних метрів) конденсату природного газу.

### Атомна енергія
Станом на 1 липня 2016 року, у світі працювало 444 енергореактори з ядерним поділом (самопідтримна ланцюгова реакція), а ще 62 — будувалося.
Щорічне вироблення атомної енергії з 2007 року має невелику тенденцію до зниження, зменшившись на 1,8 %, 2009 року — до 2,558 ТВт·год, і ще на 1,6 % 2011 року — до 2,518 ТВт·год, попри збільшення виробництва в більшості країн світу, оскільки це зростання було більш ніж переважене зниженням у Німеччині і Японії. 2011 року, атомна енергетика задовольняла 11,7 % світового попиту на електроенергію. Джерело: МЕА / ОЕСР.
Хоча всі комерційні реактори сьогодні застосовують енергію ядерного поділу, існують плани використання енергії ядерного синтезу для майбутніх атомних електростанцій. Існує кілька міжнародних дослідів стосовно термоя́дерної ене́ргії, зокрема ITER.

Становище з атомними електростанціями у світі станом на 2009 рік. Синє — діють АЕС, будуються нові енергоблоки. Блакитне — експлуатуються АЕС, передбачається будівництво нових енергоблоків. Зелене — немає АЕС, станції будуються. Салатове — відсутні АЕС, планується будівництво. Жовте — працюють АЕС, будівництво нових поки не передбачається. Червоне — використовуються АЕС, розглядається скорочення їхньої кількості. Чорне — цивільна ядерна енергетика заборонена законом. Сіре — відсутні АЕС.

### Поновлювана енергія
Поновлювана енергія зазвичай, визначається як енергія, що надходить з джерел, котрі не дуже виснажуються під час їх використання, наприклад: сонячне світло, вітер, дощ, припливи, хвилі та геотермальне тепло. Відновлювана енергія поступово витісняє звичні види палива в чотирьох різних галузях: виробництво електроенергії, гаряче водопостачання / опалення приміщень, моторне пальне та сільські (незалежні) енергетичні послуги.

Згідно звіту REN21 за 2014 рік, поновлювані джерела енергії забезпечили 19 відсотків нашого споживання енергії та 22 відсотки нашого виробництва електроенергії у 2012 і 2013 роках, відповідно. Це енергоспоживання поділяється на: 9 % — одержано від звичайної біомаси, 4,2 % — від теплової енергії (НЕ біомаси), 3,8 % — гідроенергії і 2 % електроенергії — від вітру, сонячної енергії, геотермальної енергії та біомаси. 2013 року, світові інвестиції в поновлювані технології, склали понад 214 мільярдів доларів США. Поновлювані джерела енергії, існують на широких географічних теренах, на відміну від інших джерел енергії, які зосереджено в обмеженій кількості країн. Швидке впровадження відновлюваної енергетики та енергоефективності, приводить до значної енергетичної безпеки, пом'якшення наслідків зміни клімату та економічних вигод. У міжнародних опитуваннях громадської думки, рішуче підтримується просування поновлюваних джерел, як от сонячна енергія та енергія вітру. Принаймні, 30 країн світу, на національному рівні, вже мають поновлювану енергетику, котра забезпечує більше 20 відсотків енергопостачання. Вважається, що національні ринки відновлюваних джерел енергії, будуть продовжувати жваво зростати в найближчі десятиліття.

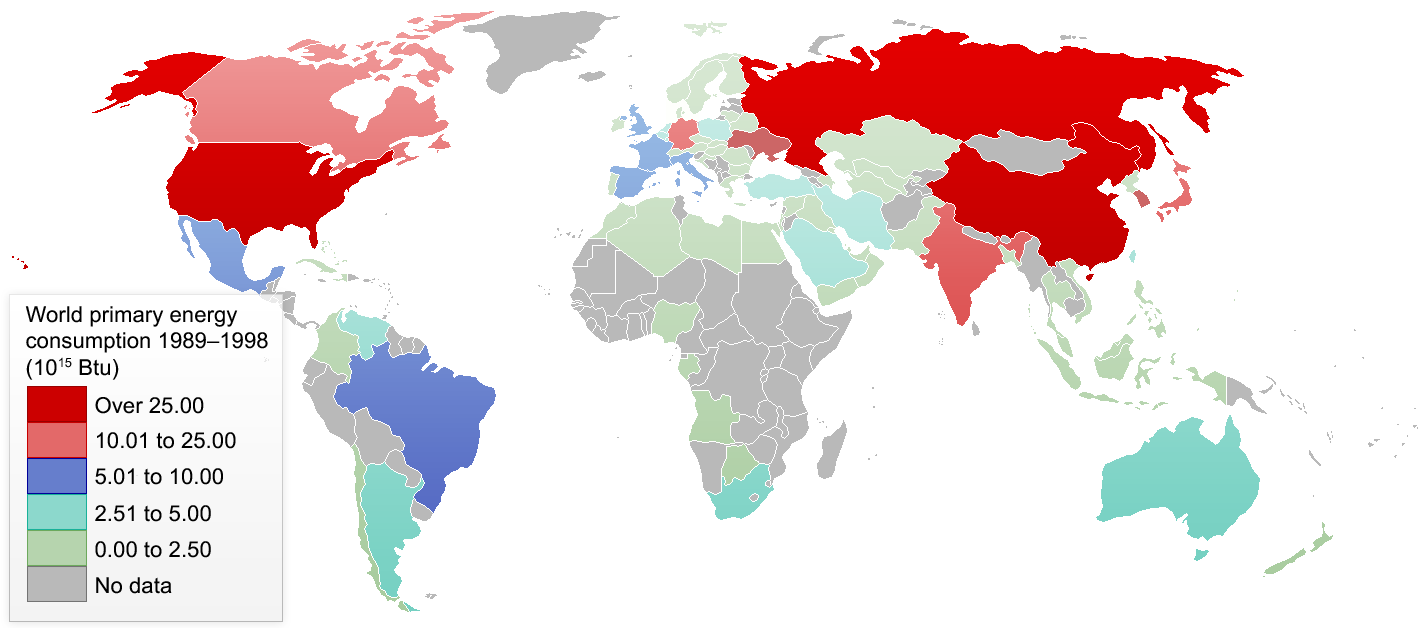
Споживання первинної енергії у світі, 1989-1998.

## Споживання енергії за галузями економіки
За даними Міністерства енергетики США від 2007 року, промислові споживачі (сільське господарство, гірнича промисловість, виробництво, будівництво) споживають близько 37 % від всієї виробленої енергії. Особистий та комерційний транспорт споживає близько 20 %; індивідуальне опалення, освітлення й електроприлади використовують 11%; комерційне споживання (освітлення, опалення й

Використання енергії на душу населення — враховує не лише електроенергію, а й інші галузі споживання, зокрема транспорт, опалення та приготування їжі. 2021 рік.

охолодження комерційних будівель, водопостачання та каналізація) становить близько 5 % від загального споживання енергії.
Решта 27 % світового споживання енергії, втрачаються під час виробництва та передавання електроенергії. 2005 року, світове споживання електроенергії склало близько 2 млрд МВт·год, для виробництва якого було витрачено близько 5 млрд МВт·год енергії, оскільки ефективність наявних електростанцій, становить близько 38 %. Нове покоління газових ТЕЦ може досягати значно більшої ефективності — в 55 %. Але найбільш поширеним паливом для ТЕЦ у світі, однаково залишається вугілля.

### Європейський Союз
Європейське агентство з навколишнього середовища (EEA) враховує лише кінцеве споживання енергії (тобто не долучає енергію, втрачену під час виробництва та передавання електроенергії) і вважає, що транспорт використовує 31,5 % кінцевого споживання енергії, промисловість — 27,6 %, домашні господарства — 25,9 %, сектор послуг — 11,4 % і сільське господарство — 3,7 %. Споживання енергії відповідальне за більшу частину викидів парникових газів (79 %), причому енергетичний сектор відповідальний за 31 %, транспорт — 19 %, промисловість — 13 %, домашні господарства — 9 %, інші — 7 %.
Попри те, що енергоефективність набуває все більшого значення для державної політики, більше 70 % вугільних електростанцій Європейського Союзу мають вік понад 20 років і працюють з ефективністю 32...40 %. Технологічні розробки 1990-х років, дозволили підвищити ефективність до рівня 40...45 % на нових ТЕЦ. Однак, згідно оцінки Європейської комісії, це все ще нижче рівня найкращих відомих сучасних технологій (НСТ), які мають ефективність 46...49 %. Ефективність газових ТЕЦ в середньому становить 52 % порівняно з 58...59 %, найкращої наявної технології. Газові та нафтові котельні працюють із середнім ККД 36% (НСТ забезпечує 47 %). Згідно з тією ж оцінкою Європейської комісії, будівництво нових ефективних ТЕЦ і підвищення ефективності більшості наявних ТЕЦ до середнього ККД в 51,5 % 2020 року, приведе до зменшення річного споживання 15 млрд м³ природного газу і 25 млн тонн вугілля.

### Україна
За 2011 рік обсяг споживання (нетто) електричної енергії ОЕС України сягнув 150,8 млрд кВт∙год.
Основними споживачами електроенергії (дані за 2011 рік) в розрізі категорій були: промисловість 83,8 млрд кВт∙год (55,6 %), населення 38,5 млрд кВт∙год (25,5 %), комунально-побутове господарство 24,9 млрд кВт∙год (16,5 %) та сільське господарство 3,6 млрд кВт∙год (2,4 %).
За даними Міністерства енергетики України, в січні-серпні 2020 року обсяг виробництва електроенергії енергогенерувальними підприємствами, які входять до ОЕС України, становив 96.337,5 млн кВт∙год, що на 6.759,0 млн кВт∙год або на 6,6% менше порівняно з відповідним періодом 2019 року.

## Майбутнє

### По всьому світу
Щорічний звіт Міжнародного енергетичного агентства за 2018 рік про передбачуваний розвиток виробництва енергії, передрікає зростання загальної потреби в енергії до 2040 року більш ніж на 25 %, зокрема, через Індію та країни, що розвиваються. Очікується, що світовий попит на електроенергію зросте на 60% і складе майже чверть загального попиту на енергію, порівняно з 19 %, 2017 року; очікується зниження попиту на вугілля і нафту; частка поновлюваних джерел енергії може досягти 40 %, 2040 року порівняно з 25 % в 2017 році. Міжнародне енергетичне агентство представляє ще один сценарій, який називається «майбутнє за електрикою», з набагато більш жвавим розвитком використання електроенергії для пересування та опалення: попит на електроенергію збільшиться на 90 % замість 60 % — до 2040 року; коли половина автомобільного парку стане електричною, якість повітря значно покращиться, але це матиме незначний вплив на викиди вуглекислого газу, без великих зусиль зі збільшення частки поновлюваних джерел енергії та джерел низьковуглецевої електроенергії.
Згідно з доповіддю Міжнародного енергетичного агентства за 2016 рік, Паризька кліматична угода 2015 року (якщо будуть дотримані зобов'язання країн), сповільнить зростання викидів CO2, пов'язаних з енергетикою (щорічний приріст скоротиться з 600 до 150 млн тонн на рік), що буде загалом недостатнім, для досягнення мети обмеження глобального потепління на 2 °C до 2100 року; траєкторія, що випливає з цих угод, приведе до +2,7 °C. Сценарій, що приводить до +2 °C, повинен передбачати різке зниження викидів, наприклад, збільшення кількості електромобілів до 700 мільйонів штук, 2040 року. За словами доктора Фатіха Біроля, виконавчого директора Міжнародного енергетичного агентства, «Впродовж останніх десятиліть, поновлювані джерела енергії досягають значних успіхів, але загалом їхні надбання залишаються значною мірою, обмеженими у виробництві електроенергії. Наступною віхою в історії поновлюваних джерел енергії, є розширення їх використання в промисловості, будівництві та транспорті з величезним потенціалом зростання».

### Європейський проєкт
У червні 2018 року Мігель Аріас Каньєте (єврокомісар з енергетики) повідомив, що Європейський Союз (1-й за обсягом імпортер викопної енергії в світі), оголосив мету зменшити споживання енергії майже на третину до 2030 року (-32,5 % або — 0,8 % заощадження на рік), але ця мета не є обов'язковою. Це є частиною Паризької угоди (-40 % парникових газів ПГ, випущених до 2030 року, для ЄС) і третьою частиною пакета «Чиста енергія», запропонованого Комісією наприкінці листопада 2016 року. Він націлений на енергетичну незалежність Європи, але згодом повинен бути схваленим державами-членами і депутатами Європарламенту, які були більш амбітними (-35 % порівняно з рівнем 1990 року). Для цього було уточнено закон про будівництво споруд і про поновлювані джерела енергії, а ЄС планує вжити заходів стосовно підвищення енергоефективності побутових приладів та водонагрівачів. ЄС також хоче розширити доступ для всіх, до індивідуальної інформації про власне споживання енергії (зокрема для колективного опалення, кондиціонування повітря і гарячого водопостачання).
Неурядові організації, члени Європарламенту і деякі спостерігачі відзначають, що цієї безсумнівної мети, буде недостатньо для досягнення показників Паризької угоди. Франція або Швеція вже націлені на -35 %. Ці наміри зрештою, може бути переглянуто в бік підвищення 2023 року, але вони «залишаться в підручниках історії як втрачена можливість, попри всі зусилля Європейського парламенту і декількох прогресивних держав-членів» — суддя Імке Люббеке з Всесвітнього фонду дикої природи WWF (посилаючись на Італію й Іспанію, які наполягали на більших амбіціях).

### Різні енергетичні стратегії
Данія і Німеччина давно інвестують в сонячну енергію, попри їх несприятливе географічне положення. Німеччина на початку 2000 років, була найбільшим в світі споживачем фотоелектричних елементів. Данія і Німеччина встановили вітрогенератори потужністю 3 і 17 ГВт відповідно. 2005 року, вітер виробляв 18,5 % всієї електроенергії Данії. Бразилія вкладається у виробництво етанолу з цукрової тростини, і він став значною частиною транспортного пального, використовуваного в країні. З 1965 року, Франція вклала значні кошти в ядерну енергетику, і на сьогоднішній день три чверті її електроенергії припадає на ядерні реактори. Швейцарія планує скоротити споживання енергії не менше ніж наполовину, щоби до 2050 року стати «Спільнотою 2000 Вт» (досягти зниження середньорічного споживання первинної енергії однією людиною за годину — до 2000 Вт, тобто майже втричі менше від сучасного показника), а Велика Британія — працювала над досягненням нормативів для будівництва нових споруд відповідно принципу «Будинок з нульовим споживанням енергії», до 2016 року. Китай, натомість, прагнув дотримуватися стратегії сталої енергетики і передбачав робити активний внесок в сталий енергетичний розвиток і енергетичну безпеку у світі, розробку плану зі скорочення споживання енергії у валовому внутрішньому продукті на одиницю продукції приблизно на 20 відсотків до 2010 року, порівняно з показниками 2005 року. У 21 столітті, багато з цих різних енергетичних напрямків можуть стати більш поширеними і витіснити всюдисущі горючі корисні копалини. Слід зазначити, що коли Зелена революція змінила сільське господарство у всьому світі в проміжок з 1950 по 1984 рік, виробництво зерна збільшилось на 250%. Енергія для цієї зеленої революції була забезпечена викопним паливом у вигляді добрив (природний газ), пестицидів (нафта) і енергетично примусового зрошення. Світовий пік видобутку вуглеводнів (Теорія піку Хабберта), може стати перевіркою критики Мальтуса.

## Очікування
Попит впав 2020 року через Пандемію коронавірусної хвороби 2019, і МЕА не знає, що відбудеться протягом решти 2020-х, але має 4 передбачувані сценарії.

### Сценарії МЕА
У власному звіті 2021 року "Чисті нульові викиди до 2050 року" (виробляти не більше викидів парникових газів, ніж можна це відшкодувати за допомогою таких заходів, як посадка дерев — лісовідновлення), МЕА надає два сценарії.
У сценарії Заявлених Політик (STEPS/КРОКИ) МЕА оцінює ймовірні наслідки політичних установок 2021 року. Це призведе до підвищення температури приблизно на 2,7 °C до 2100 року. Зобов'язання по "чистому нулю", навіть якщо вони будуть виконані в повному обсязі, набагато менші того, що потрібно для досягнення глобальних чистих нульових викидів до 2050 року.
Сценарій NZE2050 показує, що треба зробити для досягнення необхідного, відповідно для обмеження підвищення глобальної температури до 1,5 °C. 2050 року половину споживаної енергії становитиме електроенергія, майже 70% якої вироблятиметься вітровими і сонячними фотоелектричними батареями, близько 20% — іншими поновлюваними джерелами, а велика частина решти — ядерною енергетикою. Інша половина — це біомаса, газ і нафта з CCS (уловлювання і зберігання вуглецю) або неенергетичні потреби (асфальт, нафтохімія). Використання вугілля скорочується на 90%, нафти на 75% і газу на 55%. Викиди транспортною галуззю знижуються на 90% — решта загалом доводиться на великі вантажівки, судноплавство і авіацію.
Зараз інвестувати в нові викопні види палива вже нема потреби (2021 рік). Очікується, нібито щорічні інвестиції в енергію збільшаться з трохи більше 2 трлн. доларів у середньому за останні п'ять років, до майже 5 трлн. доларів близько 2030 року та до 4,5 трлн. до 2050 року. Основну частину буде витрачено на виробництво, зберігання та розподіл електроенергії й електричне обладнання для кінцевих споживачів (теплові насоси, транспортні засоби).

### Альтернативні сценарії
Альтернативні сценарії досягнення мети Паризької кліматичної угоди розроблені групою з 20 вчених з Технологічного університету Сіднея, Німецького аерокосмічного центру та Університету Мельбурна з використанням даних МЕА, але з пропозицією переходу на майже 100% — на поновлювані джерела енергії до середини століття поряд з такими кроками, як наприклад лісовідновлення. Ядерна енергетика і видобуток вугілля відкидаються в цих сценаріях. Дослідники говорять, що видатки будуть набагато менші за 5 трильйонів доларів на рік, які натепер уряди витрачають на субсидування підприємств, що видобувають горючі корисні копалини, котрі відповідальні за зміну клімату.
У сценарії +2,0 °C (глобальне потепління) загальний попит на первинну енергію 2040 року може скласти 450 ЕДж = 10.755 Мтне або 400 ЕДж = 9.560 Мтне у сценарії +1,5 °С, що значно нижче поточного рівня виробництва. Поновлювані джерела можуть збільшити свою частку до 300 ЕДж в сценарії +2,0 °C або до 330 ПДж в сценарії +1,5 °С — 2040 року. 2050 року, поновлювані джерела енергії можуть покрити майже всі потреби в енергії. Неенергетичне споживання як і раніше, буде передбачати викопне паливо.
Відповідно до альтернативних сценаріїв, виробництво електроенергії з поновлюваних джерел у світі досягне 88% до 2040 року і 100% до 2050 року. «Нові» поновлювані джерела енергії — насамперед вітрова, сонячна та геотермальна енергія — складуть 83% від загального обсягу виробленої електроенергії. Середньорічні інвестиції, потрібні в проміжок з 2015 по 2050 рік, зокрема витрати на додаткові електростанції для виробництва водню і синтетичного палива та заміну заводів, становитимуть близько 1,4 трильйона доларів (стор. 182).
Потрібен перехід з внутрішньої авіації на залізничний транспорт і з автомобілів також на залізницю. Після 2020 року використання легкових автомобілів має скоротитися в країнах ОЕСР (але може збільшитися в регіонах країн, що розвиваються). Зниження використання легкових автомобілів буде частково відшкодовано значним зростанням залізничних і автобусних систем громадського транспорту.
Викиди CO2 можуть скоротитися з 32 Гт 2015 року до 7 Гт (сценарій +2,0 °С) або 2,7 Гт (сценарій +1,5 °С) 2040 року та до нуля — близько 2050 року.

### Вплив на довкілля
Близько 80% викидів парникових газів (вуглекислого газу, метану тощо) в Європейському Союзі пов'язано з виробництвом та споживанням енергії; цей показник недоступний для всього світу.
У загальному вимірі, викиди CO2 пов'язані з енергетикою, за оцінками BP (британська компанія з досліджень, видобутку, переробки та збуту нафти, заснована 1909 року), досягли 2019 року — 34 169 Мт, що на 0,4% більше порівняно з 2018 роком; з 2010 року вони зросли на 10%, а з 1990 р. — на 60%. Викиди в Китаї (28,8% від загальної кількості у світі) збільшилися на 3,4%  2018 року та на 2,2% — 2019 року після спаду на 1,3% між 2013 та 2016 роками; США (14,5% усього світу) 2019 року впали на 3%, Російській Федерації — на 1%, Індії — на 1%. В Європі вони загалом знизилися на 3,2%, зокрема на 6,5% у Німеччині, 2,6% у Франції, 2,5% у Великій Британії, 2,0% в Італії, 5,2% в Іспанії.
Статистика Міжнародного енергетичного агентства, менш свіжа але точніша, показує за 2018 рік — 33 513 млн. тон, зі збільшенням на 117% з 1973-х років. Викиди CO2 на душу населення 2018 року, оцінювались в середньому по світу у 4,42 тони: 15,03 т у США, 8,40 т у Німеччині, 4,51 т у Франції, 6,84 т у Китаї (особливо в галузі, яка виробляє переважно для американських споживачів та європейців), 1,71 т в Індії та 0,98 т в Африці.
Ці цифри відбивають викиди кожної країни, але не охоплюють парникові гази, спричинені виробництвом імпортованої чи експортованої продукції. Національний інститут статистики та економічних досліджень (Франція) та французьке Міністерство екологічного та інклюзивного переходу, кількісно визначили загальні викиди Франції у 11,1 тонни CO2 на людину 2012 року, що є значно вищим показником за викиди парникових газів на одного мешканця національної території.
2018 року 44,0% цих викидів, припадало на вугілля, 34,1% на нафту, 21,2% природний газ та 0,7% — це невідновлювані відходи; за галузями 2017 року, 46% припадало на енергетичну галузь (особливо під час перетворень: виробництво електроенергії та тепла; 41%, переробка тощо), 24% на транспорт, 19% на промисловість, 6% житлове будівництво та 3% третинний сектор економіки; але після перерозподілу викидів від виробництва електроенергії та тепла до секторів-споживачів, частка промисловості зростає до 37%, частка транспорту до 25%, частка житла до 16% та частка третинного сектору до 10%.
В межах міжнародних кліматичних перемовин, усі країни зобов’язались підтримувати підвищення температури нижче 2 °C порівняно з доіндустріальними часами. Однак Крістоф Макглейд та Пол Екінс, дослідники UCL (Лондонський університетський коледж), підкреслюють у журналі Nature, що для досягнення цього показника, країни щонайменше, повинні утримуватися від видобутку третини запасів нафти, половини покладів газу та понад 80% вугілля доступного в надрах світу, до 2050 року. Отже, науковці показують залежно від країни, що це стосується основної частини величезних родовищ вугілля, котрі розташовані в КНР, Російській Федерації, Індії та США. На Близькому Сході це означає відмову від задуму видобувати 60 відсотків газу і не торкатися близько 260 мільярдів барелів нафти, що відповідає всім запасам Саудівської Аравії. Нарешті, слід забути про будь-яке посягання на використання запасів викопного палива, виявлених в Арктиці, та утриматися від збільшення застосування нетрадиційної нафти (бітумних сланців, сланцевої нафти, тощо).
Міжнародне енергетичне агентство вже рекомендувало 2012 року, залишити в землі більше двох третин доведених покладів викопного палива, оскільки наше споживання до 2050 року, не повинно становити більше однієї третини розвіданих запасів викопного палива, щоби не перевищити показник глобального потепління на 2 °C до кінця століття. У дослідженні 2009 року Потсдамським інститутом клімату, було доведено, що до 2050 року повинно викидатися не більше 565 гігатонн CO2, аби мати чотири з п'яти шансів не перевищити доленосну позначку 2 °C. Натомість спалювання вмісту всіх розвіданих родовищ нафти, вугілля та газу на планеті, призведе до викиду 2 795 гігатонн CO2, тобто вп’ятеро більше. Отже, згідно з цими даними, не варто видобувати 80% поточних запасів горючих корисних копалин.